# Johann Heinrich von Thünen

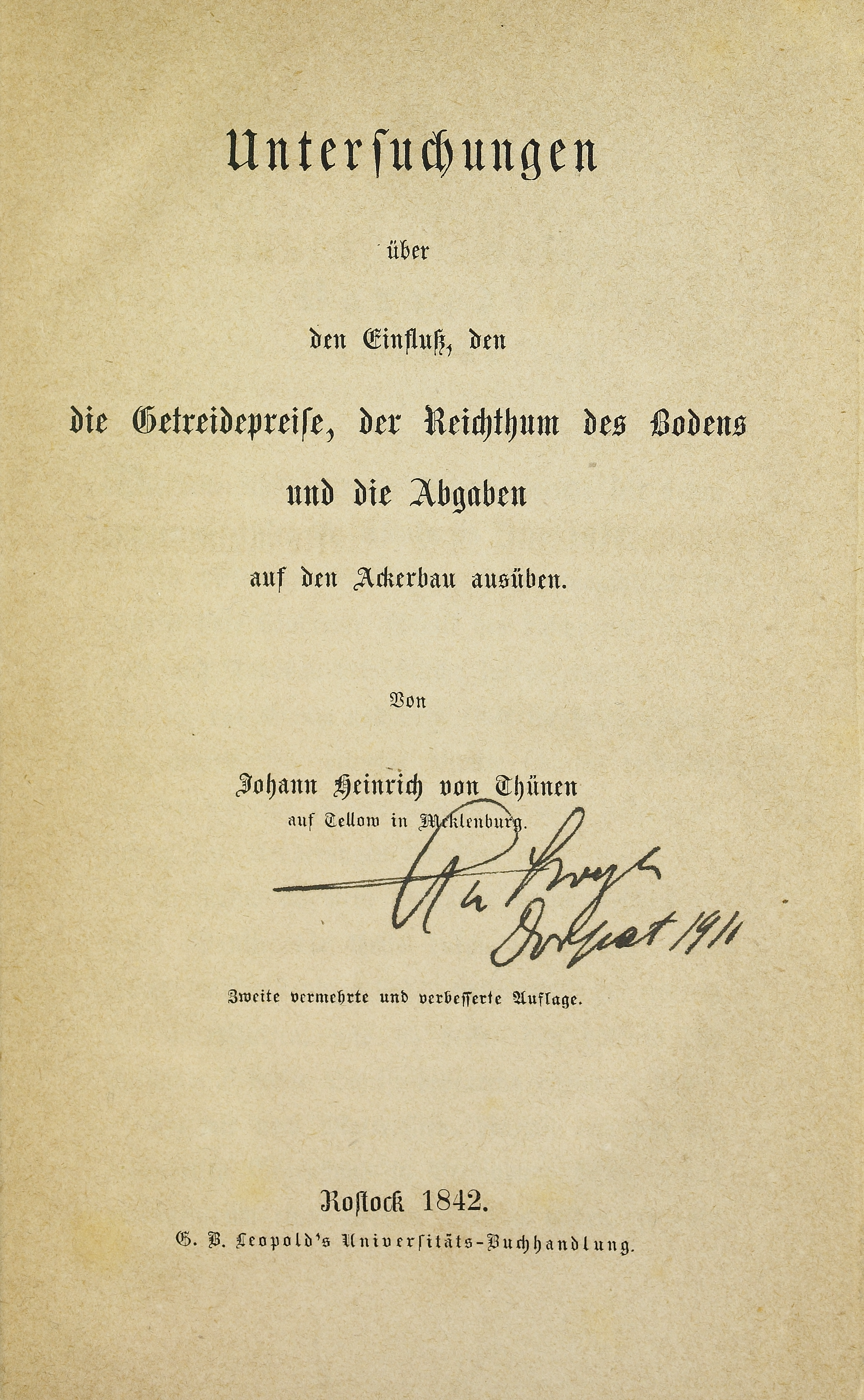
Untersuchungen uber den Einfluss, den die Getrieidepreise, der Reichthum des Zodens und die Abgaben auf den Ackerbau ausuben, 1842

Johann Heinrich von Thünen (24 tháng 6 năm 1783 – 22 tháng 9 năm 1850) là một địa chủ người Phổ, một nhà kinh tế học lỗi lạc đầu thế kỷ 19. Trước tác nổi bật của ông là Der isolierte Staat in Beziehung auf Landwirtschaft und Nationalökonomie: Untersuchungen über den Einfluß, den die Getreidepreise der Reichtum, des Bodens und die Abgaben auf den Ackerbau ausüben, thường gọi tắt là Der isolierte Staat (Nhà nước đơn độc).
Đánh giá về Thünen, Paul A. Samuelson (giải Nobel kinh tế năm 1969) viết rằng mô hình kinh tế của học giả người Phổ đầu thế kỷ 19 này đã có những yếu tố của:
- Lý thuyết lợi thế cạnh tranh của Ricardo-Torrens.
- Thuyết địa tô của Malthus-West-Ricardo.
- Thuyết định giá yếu tố sản xuất và hàng hóa của Hecksher-Ohlin và Stolper-Samuelson.
- Mô hình đầu vào-đầu ra của Marx-Dmitriev-Leontief-Sraffa.

Fujita Masahisa, một học giả tiên phong trong lĩnh vực địa lý kinh tế còn thấy trong những lý luận đi trước thời đại của Thünen đã có những yếu tố của:
- Lý luận hội tụ ngành của Marshall-Weber
- Thuyết hệ thống vị trí trung tâm của Christaller-Lösch
- Lý thuyết Địa lý Kinh tế Mới